# 宮城県道270号利府岩切停車場線
宮城県道270号利府岩切停車場線（みやぎけんどう270ごう りふいわきりていしゃじょうせん）は、宮城県宮城郡利府町から同県仙台市宮城野区のJR東北本線岩切駅に至る一般県道である。

## 概要
- 利府町青山（宮城県道3号交点）から利府町神谷沢（宮城県道8号交点）まで
  - 青山、青葉台、菅谷台の各住宅団地と利府街道（宮城県道8号）を結ぶ道路であり、宮城スタジアム等のある総合運動公園へのアクセス道路でもある。普段は4車線スムーズに走行可能。しかしイベントが開催されると大渋滞が発生する。
- 利府町神谷沢（宮城県道8号交点）から仙台市宮城野区岩切（宮城県道142号交点）まで
  - 利府町と仙台市の境である化粧坂地区では長らく工事の進展は見られなかったが、岩切駅東土地区画整理事業の進展もあって、2005年（平成17年）12月27日遂に開通した。化粧坂はトンネルで繋ぐ計画があったが白紙となった。2車線区間である。

### 路線データ
- 起点：宮城郡利府町[1]
- 終点：岩切停車場[1]
- 実延長：5,821.5 m（仙台市管理分1,303.0 m[2]、 宮城県管理分4,518.5 m[3]）

## 地理

### 通過する自治体
- 宮城郡利府町
- 仙台市宮城野区

### 交差する道路
- 宮城県道3号塩釜吉岡線（宮城郡利府町青葉台・起点）
- 宮城県道260号利府停車場総合運動公園線（宮城郡利府町菅谷台）
- 宮城県道8号仙台松島線（宮城郡利府町神谷沢）
- 宮城県道35号泉塩釜線（仙台市宮城野区岩切）
- 宮城県道142号岩切停車場線（仙台市宮城野区岩切・終点）

### 沿線の施設
- 仙塩利府病院
- 宮城県利府高等学校
- 宮城県総合運動公園
  - 宮城スタジアム（キューアンドエースタジアムみやぎ）
  - 宮城県総合運動公園総合体育館（セキスイハイムスーパーアリーナ）
- JR東北本線岩切駅